# Oliver Acquah
Pour les articles homonymes, voir Acquah.
Oliver Acquah (né le 22 mars 1946 à Accra, à l'époque dans la Côte-de-l'Or, aujourd'hui au Ghana) est un joueur de football international ghanéen, qui évoluait au poste de défenseur.

## Biographie

### Carrière en sélection
Avec l'équipe du Ghana, il joue entre 1968 et 1972. Il figure notamment dans le groupe des sélectionnés lors de la CAN de 1970, où son équipe atteint la finale de la compétition.
Il participe également aux JO de 1968 et de 1972. Il joue trois matchs lors des JO 1968 et deux matchs lors des JO 1972.

## Palmarès
Ghana
- Coupe d'Afrique des nations :
  - Finaliste : 1970.